# Христина Поповић
Христина Поповић (Београд, 26. март 1982) српска је глумица и телевизијска водитељка. На Филмском фестивалу у Пули 2012. награђена је Златном ареном за најбољу глумицу у филму мање продукције за улогу у филму Парада Срђана Драгојевића.

## Биографија
Рођена је 26. марта 1982. године у Београду, у породици мајке балерине, кореографкиње и глумице Соње Вукићевић и оца др Бранислава Поповића. Студирала је глуму на Факултету драмских уметности Универзитета уметности у Београду у класи професорке Мирјане Карановић и Универзитету Браћа Карић, а претходно је уписала немачки језик на Филолошком факултету.
Прву улогу остварила је са само седам година у представи Чекајући Годоа, у којој је играла заједно са Предрагом Микијем Манојловићем, Жарком Лаушевићем, Славком Штимцем и Миодрагом Кривокапићем.
На филму је дебитовала 1991. године у филму Ноћ у кући моје мајке, и од тада је глумила у филмовима Дезертер (1992), Танго је тужна мисао која се плеше (1997), Кордон (2002), Скоро сасвим обична прича (2003), Југ југоисток (2005), Бели лавови (2011), Октобар, Парада (2011) и Практични водич кроз Београд са певањем и плакањем (2011).
Играла је и у телевизијским серијама Вратиће се роде и Улица липа.
За улогу у Паради, награђена је Златном ареном за најбољу глумицу у филму мање продукције на Филмском фестивалу у Пули 2012. године.
За улогу у филму Посљедњи Србин у Хрватској, награђена је Златном ареном за најбољу глумицу на Филмском фестивалу у Пули 2019. године.
Заједно са хрватским глумцем Бојаном Навојецом има кћерку Лучу, рођену 5. јануара 2012. године.

## Филмографија
| Година     | Назив                                              | Улога                              | Остало                        |
| ---------- | -------------------------------------------------- | ---------------------------------- | ----------------------------- |
| 1990-е     |                                                    |                                    |                               |
| 1991.      | Ноћ у кући моје мајке                              | Даница                             |                               |
| 1992.      | Дезертер                                           | Лила                               |                               |
| 1997.      | Танго је тужна мисао која се плеше                 | Девојка                            |                               |
| 2000-е     |                                                    |                                    |                               |
| 2002.      | Кордон                                             | Јелена                             |                               |
| 2003.      | Скоро сасвим обична прича                          | Ања                                |                               |
| 2004.      | Мали положајник                                    | Јана                               | ТВ филм                       |
| 2005.      | Југ југоисток                                      | Девојка                            |                               |
| 2007.      | Улица липа                                         | Дина                               | Телевизијска серија; 2007–15. |
| 2008.      | Вратиће се роде                                    | Барбара                            | Телевизијска серија           |
| 2010-е     |                                                    |                                    |                               |
| 2010.      | Дејан Милићевић: Eat the Beat                                  | Самер                              | Кратки филм                   |
| 2011.      | Бели лавови                                        | Бела                               |                               |
| 2011.      | Октобар                                            | девојка                            | Сегмент „Нисам ту“            |
| 2011.      | Парада                                             | Бисерка                            |                               |
| 2011.      | Практични водич кроз Београд са певањем и плакањем | Ђурђа                              |                               |
| 2013.      | Кругови                                            | Нада                               |                               |
| 2013.      | Мит о Сизифу                                       |                                    |                               |
| 2013.      | Надреална телевизија                               |                                    |                               |
| 2013.      | Шегрт Хлапић                                       | Мајсторица                         |                               |
| 2014.      | Мали Будо                                          | Зорица                             |                               |
| 2014.      | Атомски здесна                                     | Драгана                            |                               |
| 2015.      | Поред мене                                         | разредна Оља - професорка историје |                               |
| 2015.      | Небо изнад нас                                     | Мила                               |                               |
| 2015.      | Чизмаши                                            | Дара прдара                        |                               |
| 2016.      | Добра жена                                         | Наташа                             |                               |
| 2016.      | Бисер Бојане                                       | Сандра                             |                               |
| 2016.      | Малеш                                              |                                    | Кратки филм                   |
| 2016.      | Министарство љубави                                | Наташа                             |                               |
| 2015.      | Енклава                                            | учитељица у Београду               |                               |
| 2016.      | Немој да звоцаш                                    | Слађа Бабић                        |                               |
| 2016.      | Малеш                                              | Средња ћерка                       |                               |
| 2016.      | Јесен самураја                                     | Снежана                            |                               |
| 2016.      | Дневник машиновође                                 | васпитачица                        |                               |
| 2016.      | Стадо                                              | мултимедијалка                     |                               |
| 2015—2018. | Комшије (ТВ серија)                                | Гордана Грга “Гоца”                |                               |
| 2019.      | Пет                                                | Наталија                           |                               |
| 2019.      | Мамини синови                                      | Аница                              |                               |
| 2019.      | Посљедњи Србин у Хрватској                         | Франка                             |                               |
| 2019.      | Стела                                              | мајка                              |                               |
| 2019.      | Мамурлуци                                          | новинарка Невена                   |                               |
| 2019.      | Жигосани у рекету                                  | Инжењерка Бојана                   |                               |
| 2020-е     |                                                    |                                    |                               |
| 2020.      | Благо нама                                         | Тамара                             |                               |
| 2021.      | Три мушкарца и тетка                               | Радмила                            |                               |
| 2021.      | Није лоше бити човек                               | Кума Рада                          |                               |

## Награде и номинације
| Награда                                   | Година | Категорија                              | Номинована за | Резултат  |
| ----------------------------------------- | ------ | --------------------------------------- | ------------- | --------- |
| Златна арена на Филмском фестивалу у Пули | 2012.  | Најбоља глумица у филму мање продукције | Парада        | Награђена |

## Синхронизацијске улоге
| Година синх. | Цртани филм   | Улога |
| ------------ | ------------- | ----- |
| 2015         | У мојој глави | Мама  |